# Foire européenne

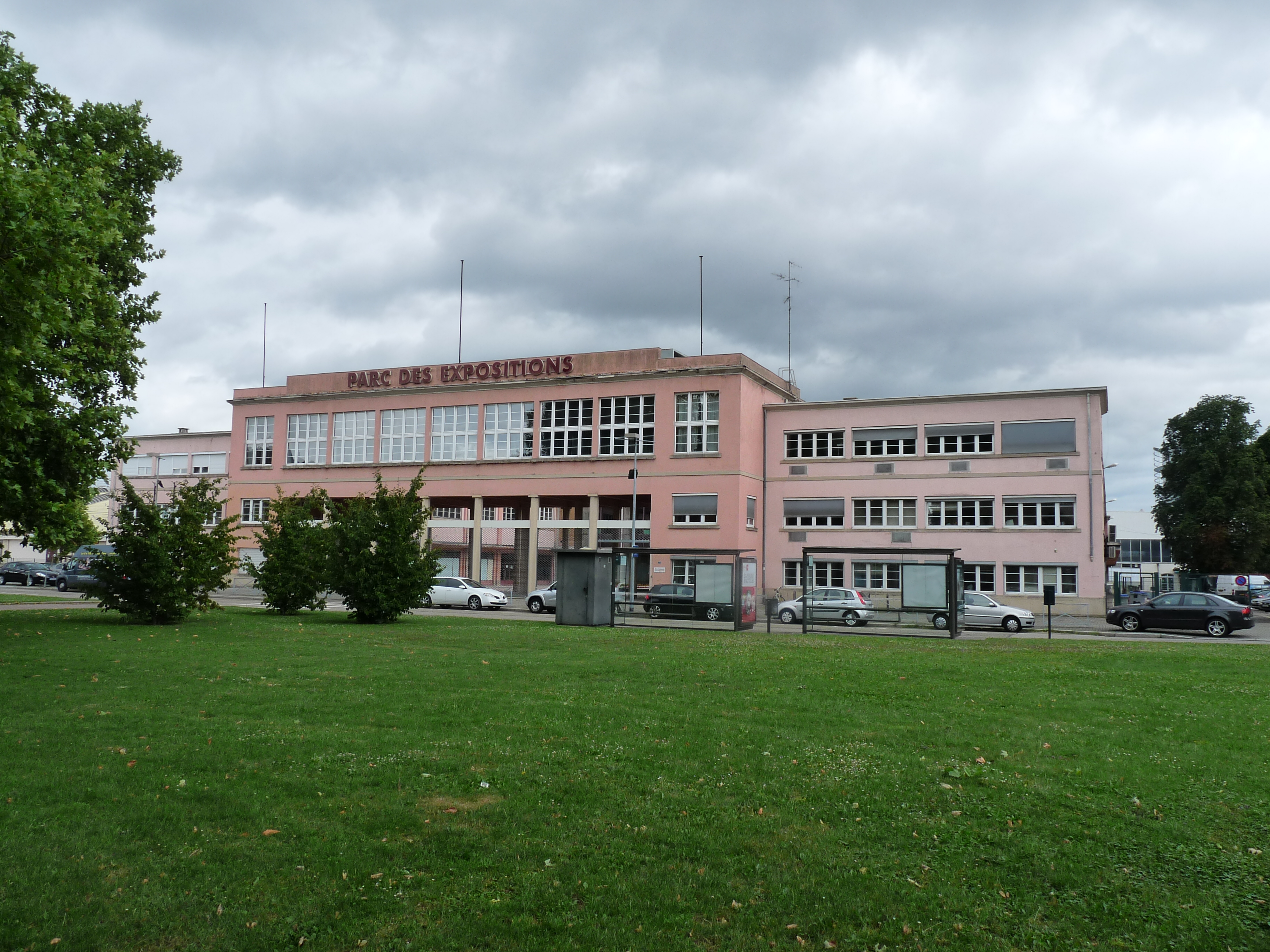
Ancien Parc des Expositions au Wacken

La Foire européenne est une manifestation commerciale qui se tient chaque année en septembre au Parc des expositions de Strasbourg en France et qui offre aux visiteurs une grande variété de produits de consommation, ainsi que des animations tout au long de la journée. La première foire a eu lieu au mois de septembre 1932.
La foire européenne a lieu au parc des expositions de strasbourg [Strasbourg]. En 2019, c'était la 87e édition de ce grand rassemblement. Il y en a pour tous les goûts : ameublement, cuisine, habitat, bien-être, sports - loisirs, artisanat d'Alsace et du monde, agriculture, gastronomie.
Depuis 2019, la Foire Européenne se déroule sur la plateforme Kieffer en face du Palais de la Musique et des Congrès de Strasbourg.
Sans oublier que chaque année, un pays ou une exposition thématique est invité à faire découvrir aux visiteurs ses traditions, ses coutumes et ses autres particularités touristiques et gastronomiques.
La Foire européenne est un évènement organisé par Strasbourg Evènements.

## Historique des pays et/ou thématiques invités
- 2020 : 88e édition de la Foire (4 > 14 septembre)
- 2019 : "Bienvenue à la Mongolie" (6 > 16 septembre)
- 2018 : "Route 66" (7 > 17 septembre)[1]
- 2017 : Cuba (1 > 11 septembre)
- 2016 : "Bienvenue à la Tunisie" (2 > 12 septembre)
- 2015 : "Bienvenue à l'Inde" (4 > 14 septembre)
- 2014 : "Bienvenue à l'Algérie" (5 > 15 septembre)
- 2013 : "Le Viêt Nam" (6 > 16 septembre)
- 2012 : "日本" Japon (7 > 17 septembre)
- 2011 : "¡Hola España!" (2 > 12 septembre)

Le Mexique était initialement prévu, mais à la suite de l'annulation de l'année du Mexique en France en conséquence de l'affaire Florence Cassez, l'Espagne joue les remplaçantes.
- 2010 : "Sacrée rentrée" Thaïlande (3 > 13 septembre)
- 2009 : "Fenêtre ouverte sur le Liban" (4 > 14 septembre)
- 2008 : "Tutti Frutti à la foire" Italie (5 > 15 septembre)
- 2007 : "OK Québec!" Canada (7 > 17 septembre)
- 2006 : "Яussie, l’événement superTsar!" (1 > 11 septembre)
- 2005 : "Viva Brasil à la Foire !" (2 > 12 septembre)
- 2004 : "La Sortie de la rentrée" Palombie (pays du Marsupilami) (3 > 13 septembre)
- 2003 : Algérie

En 2015, et pour la première fois, une exposition sur l'histoire, les coutumes, les traditions (...) du pays invité (l'Inde en 2015) est proposée, en plus du restaurant et des stands de produits artisanaux, au sein du hall réservé à l'invité d'honneur.

## Exposition
La foire européenne se déroule à Strasbourg sur le site du parc des expositions de Strasbourg. Depuis 2019, la Foire a déménagé sur un nouveau site transitoire, à côté du Hilton.
En 2015, à la suite des travaux de construction du nouveau centre des affaires de Strasbourg à l'emplacement du parc des expositions la distribution change.
Les différentes thématiques se répartissent entre les différents pavillons :
- Hall 1 : Maison (Habitat, Ameublement, Cuisine - Bain)
- Hall 2 : Gastronomie (Restaurant - Gastronomie -Jardin des Délices)* Place Adrien Zeller (hors secteur payant) : Espace Agricole
- Hall 3 : Démonstrateurs, Mode - Beauté, Décoration - Cadeaux, Institutionnels, Artisanat du Monde, Italie
- Extérieur : aménagement extérieur, Piscines et Spa
- Espace Agricole
- Village des Enfants, espace Food Trucks

## Autour de la foire
Dans le cadre de la foire européenne de Strasbourg, la CTS met en place une tarification spéciale : Parking Relais + Tram / Bus + Entrée à la foire.
De nombreux timbres et pièces commémoratives ont été émis.
À l'origine, la foire européenne était une foire agricole avec remise de prix aux plus belles bêtes, à laquelle participaient les agriculteurs régionaux.
La foire européenne, autrefois foire d'automne de Strasbourg, avait une sœur jumelle au printemps, la foire de printemps de Strasbourg. Cette dernière longtemps oubliée revit à travers le salon de printemps ou salon de l'habitat de Strasbourg.